# La Clé des champs (film allemand, 2011)
Pour les articles homonymes, voir La Clé des champs (homonymie).
Pour plus de détails, voir Fiche technique et Distribution.
La Clé des champs (Stadt Land Fluss) est un film dramatique allemand écrit et réalisé par Benjamin Cantu, sorti en 2011.

## Synopsis
Marko est apprenti dans une ferme-école située à soixante kilomètres de Berlin. S'il réussit son examen de fin d'études, alors il devient agriculteur. Mais il ne sait plus si c'est ce qu'il veut vraiment. Solitaire et secret, il a peu de contacts avec les autres. Lorsque Jacob, un nouvel apprenti, débarque dans l'exploitation, Marko est déstabilisé. Les deux jeunes gens vont devenir de plus en plus proches, jusqu'au jour où une escapade inattendue à Berlin finira par changer définitivement leur vie.

## Fiche technique
- Titre original : Stadt Land Fluss
- Titre français : La Clé des champs
- Titre anglais : Harvest
- Réalisation et scénario : Benjamin Cantu
- Costumes : Mirjam Rozsahegyi
- Photographie : Alexander Gheorghiu
- Montage : Szilvia Ruszev
- Musique : Keith Kenniff
- Production : Björn Koll
- Société de production : Salzgeber & Company Medien
- Sociétés de distribution : Edition Salzgeber (Allemagne) ; Outplay (France)
- Pays d'origine :  Allemagne
- Langue originale : allemand
- Genre : drame
- Durée : 85 minutes
- Dates de sorties :
  - Allemagne : 16 février 2011 (Festival international du film de Berlin) ; 19 mai 2011 (sortie nationale)
  - France : 8 octobre 2011 (Festival de films gays et lesbiens de Paris) ; 6 mars 2012 (vidéo)

## Distribution
- Lukas Steltner : Marko
- Kai Michael Müller : Jacob

## Distinctions
Sélectionné dans de nombreux festivals à travers le monde, le film a notamment été présenté au prestigieux Festival international du film de Berlin, où il a été récompensé du Prix des lecteurs de Siegessäule lors de la célèbre cérémonie des Teddy Award. 